# Dvorec Klessheim
Dvorec Klessheim je štiri kilometre zahodno od mestnega središča Salzburga, na območju sosednje občine Wals-Siezenheim (naselje Klessheim). Obdaja ga velik grajski park in Mühlbach. V zgodovinskem parku letnega dvorca je tudi igrišče za golf. Pod robom terase za dvorcem so znane salzburške turistične šole. 
Celoten kompleks dvorca Klessheim in park je zaščiten in spada v krajinsko zaščiteno območje Siezenheimer-Au in zaščiten zeleni pas Salzburga.

## Zgodovina
Kleshof je bil prvotno majhno plemiško bivališče, ki ga je leta 1690 pridobil knezonadškof Johann Ernst grof Thun in Hohenstein. V njegovem imenu se je gradnja letnega dvorca Favorita začela okoli leta 1700 po načrtih Fischerja von Erlacha. Po nadškofovi smrti leta 1709 je gradnja že dobro napredovala, a jo je začasno ustavil njegov naslednik nadškof Franc Anton von Harrach, ki se je ukvarjal predvsem s širitvijo dvorca Mirabell. Prvi nadškof Leopold Anton von Firmian, graditelj dvorca Leopoldskron, je dokončal dvorec Klessheim z mnogimi pomanjkljivostmi v primerjavi s prvotnim načrtom.
Stavbo, ki je vseeno vredna ogleda, sestavljajo tri elegantno okrašena nadstropja z veliko dvorano z visoko zračno kupolo, ki je v nekoliko višjem glavnem krilu. Terasa portala sredi glavnega krila je bila zgrajena šele leta 1723. Na začetku uvoza je na vsakem zunanjem podstavku ležeč jelen, katerega rogovi so okrašeni z zlatimi zvezdami, aluzija na grb nadškofa Firmiana. Sosednja dvoročna klančina vodi do oboka k baročnemu osrednjemu okrasnemu parku, ki ga je nadškof Hieronim Franz Josef von Colloredo spremenil v angleški park.
V času Avstro-Ogrske je bil grad od leta 1866 v lasti nadvojvode Ludvika Viktorja, ki je arhitektu Heinrichu von Ferstelu naročil, da zgradi zimski dvorec Kavalierhaus.
Med letoma 1925 in 1935 je Elizabeth Duncan, sestra Isadore Duncan, na gradu Klessheim vodila šolo Elizabeth Duncan , ki jo je leta 1928 obiskovala tudi Lucia Joyce, hči Jamesa Joyca, zato sta James Joyce in njegova partnerka Nora Barnacle 1928 celo festivalsko obdobje preživela v Salzburgu.
Adolf Hitler je dvorec uporabljal za državne sprejeme in delovne sestanke od leta 1938, ko je bil na svojem zasebnem posestvu Berghof na Obersalzbergu. V ta namen je bilo ograjeno območje opremljeno z vhodnimi portali v slogu 1930-ih. Hitler je tu sprejel Benita Mussolinija , Miklósa Horthyja, Iona Antonescuja in druge. Načrtovan poskus atentata na generala Hellmuthta Stieffa se ni uresničil. Dvorec Klessheim je bil prizorišče razstav orožij in parad. Ob koncu vojne je predsedniška uprava strmoglavila na poti do alpske trdnjave. Leta 1945 je bil dvorec Klessheim prizorišče praznovanj zmage zaveznikov, takrat sedež ameriške vojaške uprave.
Danes je dvorec Klessheim v lasti dežele Salzburg. Sužil je tudi kot ozadje za film Velika dirka okoli sveta z igralci Jackom Lemmonom, Tonyjem Curtisom in Petrom Falkom v glavnih vlogah.
Dežela Salzburg je dlje časa dvorec uporabljala kot gostišče za državne obiskovalce. Od leta 1993 je v dvorcu kazino.

## Stolp Klesseim
Pod nadškofom Firmianom je bila leta 1732 zgrajena ura iz kovanega železa Josepha Christopha Schmidta kot udarna in usmerjena ura za stolp s stražarsko sobo in urnim stolpom. Na južni strani štirih številčnic je bila prvotno pritrjena sončna koda. Avtor Johann Bentele starejši je uro leta 1794 predelal, kar je povečalo zanesljivost in natančnost.

## Park
Park, ki pripada dvorcu, je opremljen z visokim obzidjem in 11 stražarskimi hišami (strelska hiša ali poletna hiša) in je verjetno obstajal že od začetka, zagotovo pa že od časa, ko ga je nadškof Firmian sestavil iz treh delov, ki so bili ločeni z obzidjem: osrednji okrasni park z dvorcem v središču, Meierhofgarten (gospodarski vrt) z Meierhofom na jugu - in velika fazanerija (lovski park – Jagdgarten) z dvorcem Belvedere, ki ga je na severu zgradil Johann Bernhard Fischer von Erlach (danes imenovan Hoyos-Stöckl). Zgradba parka od vhodnih vratih do okrasnega vrta z značilnim stolpom z uro izvira iz obdobja nadškofa Firmiana. Baročni okrasni vrt je bil nekoč opremljen s številnimi okrasnimi bazeni, vključno z alegoričnimi figurami in vodometi. Poleg blazinastih zasaditev s cvetjem, so bila tu tudi okrasna drevesa in labirint. Deli tega občutljivega baročnega okrasnega parka so pod nadškofom Colloredo spremenili v vrtna polja, oblikovana po angleškem okusu. V času nacionalsocializma je bil ta zaraščen angleški vrt po delih oživljen z uporabo starih smernic kot baročni kompleks. Po letu 1955 so ga v veliki meri spremenili v igrišče za golf (Golf & Country Club Salzburg).
Meierhofgarten s svojim velikim sadovnjakom je bil uporabljen za nego in širjenje malo znane zelenjave in sadja, pomen je pridobil leta 1817, ko so kmetje v Salzburgu (pod natančnim vodstvom vrtnarja iz Kleßheima) prvič posadili semenski krompir. Danes je na tem nekdanjem vrtu tudi Kavalierhaus in deli kmetijske šole Klessheim.
Velika fazanerija je obstajala do sredine 20. stoletja:
- glavna pot od Hojos-Stöckl prek pozneje opečnih Lieferinger Tor do župnijske cerkve v Müllnu in kapucinskega samostana, pa tudi
- prevladujoč drevored, zasajen z osi poti sever-jug, od istih vrat do severnih Rott Tor
- Prečne poti, ki so usmerjene proti romarski cerkvi Maria Plain (dominira na Plainbergu).

V središču baročnega lovskega parka (ki je bil tako sestavljen iz strogo segmentiranih gozdnih površin z lovišči) je bil velik vodnjak. Ta del, čeprav je v lasti dežele Salzburg, se je po drugi svetovni vojni vse bolj spreminjal v igrišče za golf in se postopoma preoblikoval v skladu z zahtevami divjadi in z malo upoštevanja zgodovinske dediščine. Neizogibno je nanj vplival zaprt park s svojimi naravnimi baročnimi osmi. Velika večina zgodovinskega grajskega parka z zgradbo Fischer-von-Erlacha Hojos-Stöckl zato ni na voljo širši javnosti.
Celotno območje je od leta 1976 krajinsko varstveno območje (LSG 00050) , je tudi na seznamu stavbnih in vrtnih spomenikov po zakonu o spomeniškem varstvu, poleg tega pa je Kleßheimer Allee, zgodovinska vizualna os, od dvorca do avtoceste kot zaščiteni krajinski del (GLT 00123) . Danes ta prostor spada tudi med zaščiten zeleni pas po konceptu prostorskega razvoja metropolitanskega območja Salzburga (REK) .